# Yarmouth (Maine)
Yarmouth is een plaats (census-designated place) in de Amerikaanse staat Maine, en valt bestuurlijk gezien onder Cumberland County.

## Demografie
Bij de volkstelling in 2000 werd het aantal inwoners vastgesteld op 3560.

## Geografie
Volgens het United States Census Bureau beslaat de plaats een oppervlakte van 6,8 km², waarvan 6,7 km² land en 0,1 km² water.

## Plaatsen in de nabije omgeving
De onderstaande figuur toont nabijgelegen plaatsen in een straal van 20 km rond Yarmouth.